# El col·lapse
El col·lapse (títol original en francès: L'Effondrement) és una sèrie de televisió francesa inspirada en les teories de la col·lapsologia, que alerta d'una conjunció fatal de factors polítics, sanitaris, mediambientals i energètics com a agents destructors de la societat. La sèrie ha estat doblada i subtitulada en català i distribuïda per FilminCAT, À Punt i TV3. Creada, escrita i dirigida pel col·lectiu Les Parasites: Guillaume Desjardins, Jeremy Bernard i Bastien Ughetto, es va començar a emetre l'11 de novembre de 2019 a Canal+, i des de l'endemà al canal de YouTube de Les Parasites, on cada capítol estigué disponible durant 3 mesos.

## Argument
La sèrie segueix la trajectòria d'individus, famílies i grups humans, en situacions, moments i llocs diferents, que busquen sobreviure per diferents mitjans en un context que ja no controlen i en un món a punt de col·lapsar.

Al llarg dels episodis, l'espectador ignora les causes concretes de l'inici del col·lapse social. Se li mostren etapes i processos de resposta i reacció per part dels personatges i les seves comunitats, sempre determinats per esdeveniments coneguts (talls d'energia, manca de productes de primera necessitat, escassetat de combustibles, etc.) que condueixen a accions immorals que degeneren en situacions tenses. Alguns episodis mostren la lluita per l'existència amb característiques de survivalisme, mentre que d'altres presenten formes de resistència comunitària i suport mutu. Segons Bastien Ughetto a Le Monde:
| « | Suposem plenament que hem escollit la por i hem apostat per aquest guió cinematogràfic per a fer reaccionar la gent. | » |

## Producció
Amb un pressupost total de dos milions d'euros, cada episodi es va realitzar amb una edició mínima i en un o més plans seqüència. En coherència amb el missatge de la sèrie, es van difondre diversos comunicats informant sobre la responsabilitat ambiental del rodatge pel que fa al transport, el menjar per a l'equip i el reciclatge de decorats, i s'ideà el càrrec de «cap d'ecoproducció», en mans de Pauline Gill.

## Episodis
La sèrie té vuit capítols. El títol de cada episodi fa referència a una ubicació específica, així com al temps transcorregut des del dia D corresponent al primer dia del col·lapse. Cada capítol representa un avenç cronològic en comparació amb l'anterior, arribant fins al dia 170 en l'episodi 7. Només el capítol final (episodi 8) es remunta a 5 dies abans del dia D.
| Episodi | Títol               | Dies transcorreguts |   |                |      |
| ------- | ------------------- | ------------------- | - | -------------- | ---- |
| Episodi | Títol               | Dies transcorreguts | 1 | El supermercat | D +2 |
| 2       | L'estació de servei | D +5                |   |                |      |
| 3       | L'aeròdrom          | D +6                |   |                |      |
| 4       | El llogaret         | D +25               |   |                |      |
| 5       | La central          | D +45               |   |                |      |
| 6       | La residència       | D +50               |   |                |      |
| 7       | L'illa              | D + 170             |   |                |      |
| 8       | L'emissió           | D – 5               |   |                |      |